# Фидельгольц, Юрий Львович
Юрий Львович Фидельгольц (25 мая 1927, Москва — 19 ноября 2015, Москва) — узник ГУЛага, ветеран Дальстроя, писатель, поэт, член Союза писателей России, общественный деятель. Награждён медалями «Ветеран труда» (1986), «В память 850 лет Москвы» (1997), знаком «Строителю Ташкента» (1967).

## Биография
Юрий Львович родился 25 мая 1927 года в Москве, в семье ученых, врачей.
В 1948 году, после поступления в театральное училище (на тот момент Фидельгольцу был 21 год) юноша был арестован по обвинению в создании антисоветской организации и приговорен к 10 годам лагерей. Далее последовала вереница этапов:
- железнодорожный этап в Озерлаг[1],
- Озерлаг,
- железнодорожный этап в Ванинскую пересылку,
- этап в Магадан (пароходом «Джурма»),
- автотранспортом («ёлочкой») в Берлаг[2],
- лагпункт Берлага,
- этап автотранспортом в Аляскитово[3],
- работа на обогатительной фабрике в Аляскитово.

В 1954 Фидельгольца ссылают в Караганду, где ему удаётся получить высшее образование.
3 октября 1962 г. был реабилитирован Пленумом Верховного суда СССР.
В 1962—1989 гг. Юрий Львович работает конструктором-проектировщиком в Моспроекте-I. В 1967-68 гг. отстраивает после землетрясения Ташкент. В 1975 году окончил Московский инженерно-строительный институт.
С 1989 года Юрий Львович Фидельгольц вышел на пенсию и занимается литературным трудом. Основное направление — мемуары, прозаическая и поэтическая обработка впечатлений лагерной жизни.
1999 год — вступление в Союз московских писателей. Литературная работа.
Жил в Москве. Вдовец.
Скончался 19.11.2015 года в 23:00 часа